# Malu Trevejo
María Luisa « Malu » Trevejo, née le 15 octobre 2002 à La Havane, est une danseuse et chanteuse cubano-américaine basée à Miami. Elle se fait connaître via des vidéos de chorégraphies postées sur les réseaux sociaux Instagram, où elle est suivie par plus de 9,4 millions de personnes, et TikTok, où elle réunit plus de 13,6 millions de fans. Le 22 septembre 2017, elle sort son premier single, Luna Llena, qui, en juillet 2018, accumule plus de 109 millions de vues sur la plateforme YouTube.
Quelques mois après, le 7 décembre 2017, Malu Trevejo sort un second single intitulé En Mi Mente, qui accumule près de 10 millions de vues sur YouTube en juillet 2018.
En avril 2018, elle est invitée par le chanteur HRVY sur le titre Hasta Luego, qui affiche plus de 28 millions de vues en juillet 2018.
En octobre 2018, elle sort un troisième single intitulé Nadie Como Yo en duo avec Gente de Zona. Fin 2018 elle sort un quatrième single intitulé Swipe Dat.

## Biographie

### Enfance
Malu est née à La Havane d'une mère cubaine et d'un supposé  père espagnol,. Peu de temps après sa naissance, elle et ses parents déménagent à Madrid, où elle vit pendant 12 ans. Plus tard, elle déménage à Miami avec sa mère. Après le départ de sa carrière musicale, elle s'inscrit à un programme scolaire à domicile.
Elle explique par le biais de plusieurs interviews, qu’elle a subi le harcèlement scolaire à son arrivée à Miami à cause de ses difficultés à parler Anglais, ayant vécu en Espagne auparavant.
Elle se fît connaître via la plateforme Musical.ly, devenue ensuite TikTok, un réseau social de playback où elle acquit une grosse notoriété et se fait connaître grâce à ses vidéos de danse du ventre et ses multiples Playbacks.
Le 25 Juin 2020, via un Live Instagram, elle annonce à ses fans que sa mère lui a avoué que son vrai père n’est pas celui qui l’a élevée, son vrai père serait un homme d’origine Afro-Cubaine qui est actuellement en prison au Mexique pour diverses affaires criminelles (Meurtres, Vols, etc.), il purge actuellement une peine de 122 ans sans possibilité de libération conditionnelle.

### Carrière
Son premier single Luna Llena, produit par Fliptones, atteint 33 millions de vues sur YouTube en moins de sept semaines. Elle a été reconnue comme l'une des « artistes latinos à surveiller en 2018 » par Pandora Radio. Trevejo a déclaré que son prochain album sera en spanglish, c'est-à-dire, à la fois en anglais et en espagnol. En juin 2017, elle signe un contrat d'enregistrement avec Dans-Tu Linea, une filiale de Universal Music.